# Kyrktjärnen, Medelpad
Kyrktjärnen är en sjö i Sundsvalls kommun i Medelpad och ingår i Ljungans huvudavrinningsområde.